# Liste der Biografien/Wolb
Liste der Biografien |
Portal Biografien |
Personensuche
# |
A |
B |
C |
D |
E |
F |
G |
H |
I |
J |
K |
L |
M |
N |
O |
P |
Q |
R |
S |
T |
U |
V |
W |
X |
Y |
Z |
?
 
Wa |
Wc |
Wd |
We |
Wh |
Wi |
Wj |
Wl |
Wn |
Wo |
Wr |
Ws |
Wt |
Wu |
Ww |
Wy |
Wz
 
Woa |
Wob |
Woc |
Wod |
Woe |
Wof |
Wog |
Woh |
Woi |
Woj |
Wok |
Wol |
Wom |
Won |
Woo |
Wop |
Wor |
Wos |
Wot |
Wou |
Wov |
Wow |
Wox |
Woy |
Woz
 
Wola |
Wolb |
Wolc |
Wold |
Wole |
Wolf |
Wolg |
Wolh |
Woli |
Wolj |
Wolk |
Woll |
Wolm |
Woln |
Wolo |
Wolp |
Wolr |
Wols |
Wolt |
Wolv |
Woly |
Wolz
Die Liste der Biografien führt alle Personen auf, die in der deutschsprachigen Wikipedia einen Artikel haben. Dieses ist eine Teilliste mit 27 Einträgen von Personen, deren Namen mit den Buchstaben „Wolb“ beginnt.

## Wolb

### Wolba
- Wolbach, Christoph Leonhard (1783–1872), erster frei gewählter Oberbürgermeister der Stadt Ulm
- Wolbach, Johann Philipp Gustav (1826–1890), deutscher Jurist und Politiker
- Wolbach, Simeon Burt (1880–1954), US-amerikanischer Pathologe und Mikrobiologe

### Wolbe
- Wolbe, Eugen (1873–1938), deutscher Lehrer, Autor, Herausgeber und Autographensammler
- Wolber, Fritz (1867–1952), deutscher Bildhauer
- Wölber, Hans-Otto (1913–1989), deutscher evangelischer Theologe und Bischof
- Wolber, Helmut (* 1947), deutscher Ruderer
- Wolberger, Cynthia (* 1957), US-amerikanische Biophysikerin
- Wolbergs, Joachim (* 1971), deutscher Kommunalpolitiker
- Wölbern, Bernd (* 1966), deutscher Politiker (SPD), MdL
- Wölbern, Werner (* 1961), deutscher SchauspielerWerner Wölbern (* 1961)

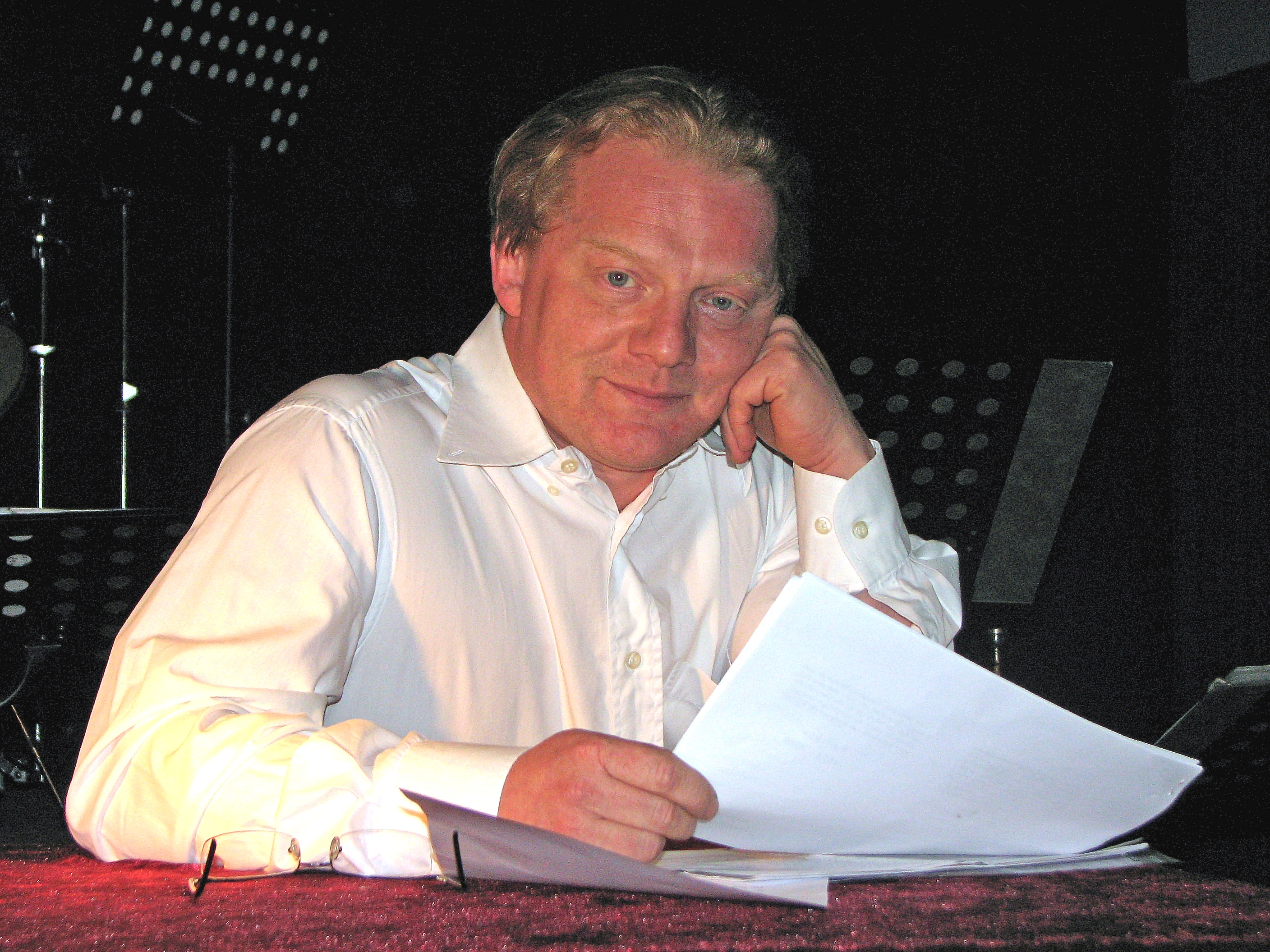
Werner Wölbern (* 1961)

- Wolbero, Baumeister der Spätromanik
- Wolbero († 1167), deutscher katholischer Geistlicher und Abt von St. Pantaleon
- Wolbers, Elisabeth (* 1962), deutsche Diplomatin
- Wolbers, Herman (1856–1926), niederländischer Landschafts- und Tiermaler sowie Aquarellist, Zeichner und Radierer
- Wölbert, Kevin (* 1989), deutscher Speedwayfahrer
- Wolbert, Werner (* 1946), deutscher römisch-katholischer Theologe

### Wolbi
- Wölbing, Jürgen (1942–2009), deutscher Zeichner und Grafiker
- Wölbitsch, Sabina (* 1966), Schweizer Fußballspielerin
- Wölbitsch, Timo (* 1994), österreichischer Fußballspieler
- Wölbitsch-Milan, Markus (* 1982), österreichischer Unternehmensberater und Landesgeschäftsführer der ÖVP-Wien

### Wolbl
- Wölbl, Christian (* 1964), österreichischer Fußballspieler und Trainer

### Wolbo
- Wolbodo († 1021), Bischof von Lüttich und Heiliger

### Wolbr
- Wolbrandt, Carl (1860–1924), deutscher Architekt, Exlibris-Künstler, Kunsterzieher und Schulleiter
- Wolbrandt, Peter (* 1952), deutscher Gitarrist
- Wolbring, Fabian (* 1983), deutscher Germanist

### Wolbu
- Wolburg, Johannes (1905–1976), deutscher Geologe und Paläontologe